# Juigné-sur-Loire
Pour les articles homonymes, voir Juigné.
Juigné-sur-Loire est une ancienne commune française située dans le département de Maine-et-Loire, en région Pays de la Loire.
Depuis le 15 décembre 2016, la commune forme avec Saint-Jean-des-Mauvrets la commune nouvelle des Garennes sur Loire.

## Géographie
Commune angevine, Juigné-sur-Loire est située sur la rive gauche de la Loire, à 9 km au sud-est d'Angers, chef-lieu du département.
Son territoire est traversé par le fleuve, et se trouve sur les unités paysagères du val d'Anjou et des plateaux de l'Aubance.

## Histoire
Le vendredi 18 juillet 1969, un groupe de 76 enfants du  centre aéré Joseph-Bouëssé de Mûrs-Erigné, encadrés par 4 moniteurs,  pique-niquent sur les berges ombragées du bord de Loire à Juigné. Les enfants vont se baigner, attirés par les bancs de sable mais plusieurs seront pris par le courant d'un bras du fleuve et 19 meurent noyés. Cet accident, suivi un mois plus tard, le 19 août, de la mort de 24 personnes dont 14 fillettes dans le naufrage du bateau-promenade La Fraidieu sur le lac Léman, à Thonon, pousseront l'État à accélérer l'apprentissage de la natation et donc le lancement du plan de construction de piscines : « opération Mille piscines ».
Juigné-sur-Loire fusionne en décembre 2016 avec Saint-Jean-des-Mauvrets, créant la commune nouvelle des Garennes sur Loire.

## Politique et administration

### Administration municipale

#### Administration actuelle
Depuis le 15 décembre 2016, Juigné-sur-Loire constitue une commune déléguée au sein de la commune nouvelle de Les Garennes sur Loire et dispose d'un maire délégué.
| Période       | Période      | Identité                 | Étiquette | Qualité |
| ------------- | ------------ | ------------------------ | --------- | ------- |
| décembre 2016 | janvier 2017 | Jean-Christophe Arluison |           |         |
| janvier 2017  | En cours     | Michel Prono             |           |         |

#### Administration ancienne
| Période                                  | Période           | Identité                 | Étiquette | Qualité                                                    |
| ---------------------------------------- | ----------------- | ------------------------ | --------- | ---------------------------------------------------------- |
| Les données manquantes sont à compléter. |                   |                          |           |                                                            |
| av. 1959                                 | mars 1965         | Henri Cerisier           |           |                                                            |
| mars 1965                                | mars 1987 (décès) | Aimé Moron               |           | Ancien viticulteur VIce-président du SIVOM des Ponts-de-Cé |
| avril 1987                               | 1994 (démission)  | Henri Leclair            |           | Ancien premier adjoint                                     |
| 1994                                     | mars 2014         | Robert Gautier           | SE        | Directeur d'établissement financier retraité               |
| mars 2014                                | décembre 2016     | Jean-Christophe Arluison | DVD       | Expert-comptable retraité                                  |

### Ancienne situation administrative
La commune est membre jusqu'en 2016 de la communauté de communes Loire Aubance, elle-même membre du syndicat mixte Pays Loire-Angers.

## Population et société

### Démographie
L'évolution du nombre d'habitants est connue à travers les recensements de la population effectués dans la commune depuis 1793. À partir du 1er janvier 2009, les populations légales des communes sont publiées annuellement dans le cadre d'un recensement qui repose désormais sur une collecte d'information annuelle, concernant successivement tous les territoires communaux au cours d'une période de cinq ans. 
Pour les communes de moins de 10 000 habitants, une enquête de recensement portant sur toute la population est réalisée tous les cinq ans, les populations légales des années intermédiaires étant quant à elles estimées par interpolation ou extrapolation. Pour la commune, le premier recensement exhaustif entrant dans le cadre du nouveau dispositif a été réalisé en 2005,.
En 2014, la commune comptait 2 653 habitants, en évolution de +6,5 % par rapport à 2009 (Maine-et-Loire : +3,3 %, France hors Mayotte : +2,49 %).
| 1793  | 1800  | 1806  | 1821  | 1831  | 1836  | 1841  | 1846  | 1851  |
| ----- | ----- | ----- | ----- | ----- | ----- | ----- | ----- | ----- |
| 1 100 | 1 014 | 1 059 | 1 125 | 1 066 | 1 036 | 1 027 | 1 058 | 1 086 |

| 1856  | 1861  | 1866  | 1872 | 1876 | 1881 | 1886 | 1891 | 1896 |
| ----- | ----- | ----- | ---- | ---- | ---- | ---- | ---- | ---- |
| 1 101 | 1 041 | 1 004 | 959  | 964  | 904  | 866  | 812  | 794  |

| 1901 | 1906 | 1911 | 1921 | 1926 | 1931 | 1936 | 1946 | 1954 |
| ---- | ---- | ---- | ---- | ---- | ---- | ---- | ---- | ---- |
| 739  | 773  | 735  | 644  | 683  | 665  | 692  | 664  | 755  |

| 1962 | 1968 | 1975  | 1982  | 1990  | 1999  | 2005  | 2010  | 2014  |
| ---- | ---- | ----- | ----- | ----- | ----- | ----- | ----- | ----- |
| 795  | 931  | 1 411 | 1 781 | 2 006 | 2 273 | 2 452 | 2 499 | 2 653 |

### Pyramide des âges
La population de la commune est relativement âgée. Le taux de personnes d'un âge supérieur à 60 ans (23,8 %) est en effet supérieur au taux national (21,8 %) et au taux départemental (21,4 %).
Contrairement aux répartitions nationale et départementale, la population masculine de la commune est supérieure à la population féminine (50 % contre 48,7 % au niveau national et 48,9 % au niveau départemental).
La répartition de la population de la commune par tranches d'âge est, en 2008, la suivante :
- 50 % d’hommes (0 à 14 ans = 19,7 %, 15 à 29 ans = 15,7 %, 30 à 44 ans = 19,1 %, 45 à 59 ans = 22,2 %, plus de 60 ans = 23,4 %) ;
- 50 % de femmes (0 à 14 ans = 18,8 %, 15 à 29 ans = 12 %, 30 à 44 ans = 19,9 %, 45 à 59 ans = 25,1 %, plus de 60 ans = 24,2 %).

| Hommes | Classe d’âge | Femmes |
| ------ | ------------ | ------ |
| 0,8    | 90 ans ou +  | 1,5    |
| 5,5    | 75 à 89 ans  | 7,0    |
| 17,1   | 60 à 74 ans  | 15,7   |
| 22,2   | 45 à 59 ans  | 25,1   |
| 19,1   | 30 à 44 ans  | 19,9   |
| 15,7   | 15 à 29 ans  | 12,0   |
| 19,7   | 0 à 14 ans   | 18,8   |

| Hommes | Classe d’âge | Femmes |
| ------ | ------------ | ------ |
| 0,4    | 90 ans ou +  | 1,1    |
| 6,3    | 75 à 89 ans  | 9,5    |
| 12,1   | 60 à 74 ans  | 13,1   |
| 20,0   | 45 à 59 ans  | 19,4   |
| 20,3   | 30 à 44 ans  | 19,3   |
| 20,2   | 15 à 29 ans  | 18,9   |
| 20,7   | 0 à 14 ans   | 18,7   |

## Économie
Sur 220 établissements présents sur la commune à fin 2010, 8 % relevaient du secteur de l'agriculture (pour une moyenne de 17 % sur le département), 7 % du secteur de l'industrie, 14 % du secteur de la construction, 57 % de celui du commerce et des services et 14 % du secteur de l'administration et de la santé.
Le constructeur français de motos Midual est basé à Juigné-sur-Loire.

## Culture locale et patrimoine

### Lieux et monuments
- L'église Saint-Germain, XIIe et XIIIe siècles  Classée MH (1965, Le chœur et l'absidiole sud)[20],[21].
- La maison Les Charmettes, XVIIe et XVIIIe siècles,  Inscrit MH (1965, La façade et les toitures)[22].
- La maison forte du Plessis,  Inscrit MH (2001, Le logis et les dépendances fortifiées, ainsi que les douves)[23].
- L'ancien presbytère, XVIIe et XVIIIe siècles,  Inscrit MH (1965, Façades et toitures)[24].

### Personnalités liées à la commune
- Jean-Baptiste Halbert, homme politique né le 6 février 1740 à Juigné-sur-Loire (Maine-et-Loire) et décédé le 13 février 1814 à Angers (Maine-et-Loire).